# Longa '59
Longa'59 is een volleybalvereniging uit Lichtenvoorde. Het eerste damesteam speelt onder de naam Longa'59 en kwam tot december 2009 uit in de toenmalige DELA League. Vanwege nijpend geldgebrek moest het team zich echter uit de competitie terugtrekken.
Sindsdien speelt het eerste damesteam van Longa'59 Topdivisie.
Het eerste herenteam speelt onder de naam STEP/Longa'59 en komt uit in de 1e Divisie B. De club speelt de thuiswedstrijden in de Hamalandhal.

## Selectie

### Dames
| No. | Naam                 | Land      | Positie         |
| --- | -------------------- | --------- | --------------- |
| 2   | Rochelle Wopereis    | Nederland | Diagonaal       |
| 5   | Cynthia Luyken       | Nederland | Passer-loper    |
| 7   | Marije van der Velde | Nederland | Passer-loper    |
| 11  | Madelon van den Berg | Nederland | Passer-loper    |
| 6   | Anne Pass            | Duitsland | Spelverdeler    |
| 10  | Louise Schrijvers    | Nederland | Middenaanvaller |
| 8   | Karlijn Groeneveld   | Nederland | Spelverdeler    |
| 1   | Sanne Heusinkveld    | Nederland | Middenaanvaller |
| 3   | Tessa Elferink       | Nederland | Passer-loper    |
| 12  | Janneke Wesselink    | Nederland | Libero          |
| 4   | Jorike Greven        | Nederland | Diagonaal       |

Coach: Jeroen Peeters  Nederland

## Erelijst
| Competitie             | Vrouwen              |
| ---------------------- | -------------------- |
| Landskampioen          | 2004, 2005           |
| Bekerwinnaar           | 2002, 2004, 2005     |
| Supercup               | 2004, 2005, 2006     |
| Europese Top Teams Cup | Derde plaats in 2006 |